# Herbert Eulenberg
Herbert Eulenberg (Colonia, 25 gennaio 1876 – Düsseldorf, 4 settembre 1949) è stato un drammaturgo, poeta e scrittore tedesco.

## Biografia
Autore molto prolifico, sia come drammaturgo sia come narratore, caratterizzato da un romanticismo fantasioso, bizzarro e insieme sentimentale.
Dopo una raccolta di liriche di intonazione romantica (Deutsche Sonette, 1910) e di spiritosi profili di personaggi conosciuti (Schattenbilder, 1910), si dedicò al palcoscenico dando vita ad una vasta produzione drammatica che fece di lui l'autore del teatro tedesco più rappresentato durante il primo decennio del secolo.
Bisogna però ammettere che le speranze che aveva destato con la inquietante problematica e la violenta vis tragica dei suoi lavori, che risentono d'altronde dell'influenza di August Strindberg, non furono confermate appieno nel prosieguo della sua carriera.
Nel 1919 Eulenberg, insieme ai pittori Arthur Kaufmann e Adolf Uzarski, fondò a Düsseldorf la moderna unione di artisti "Das Junge Rheinland". Nel maggio 1922 partecipò all'organizzazione del Congresso internazionale degli artisti progressisti, in occasione del quale firmò la "Proclamazione di fondazione dell'Unione degli artisti progressisti internazionali".
Tra i drammi di maggiore successo si possono menzionare Anna Walewska (1899), Leidenschaft (Passione, 1901), Kassandra (1903), Ritter Blaubart (Il cavaliere Barbablù, 1905), Simson (Sansone, 1910), Alles um liebe (Tutto per amore, 1910), Belinde (1912), Der Übergang (Il passaggio, 1922).
Tra le opere in prosa si ricordano Sondderbare Geschichten (Strane storie, 1911), Wir Zugvögel (Noi, uccelli di passo, 1923) e una autobiografia: So war mein Leben (Così era la mia vita, 1948).

## Opere
- Anna Walewska (1899);
- Leidenschaft (Passione, 1901);
- Kassandra (1903);
- Ritter Blaubart (Il cavaliere Barbablù, 1905);
- Simson (Sansone, 1910);
- Deutsche Sonette (1910);
- Schattenbilder (1910);
- Alles um liebe (Tutto per amore, 1910);
- Sondderbare Geschichten (Strane storie, 1911);
- Belinde (1912);
- Der Übergang (Il passaggio, 1922);
- Wir Zugvögel (Noi, uccelli di passo, 1923);
- So war mein Leben (Così era la mia vita, 1948).